# Graphania turbida
Graphania turbida är en fjärilsart som beskrevs av Walker 1865. Graphania turbida ingår i släktet Graphania och familjen nattflyn. Inga underarter finns listade i Catalogue of Life.